# شهرستان دولنا بانیا
شهرستان دولنا بانیا (به بلغاری: Dolna Banya Municipality) یک شهرستان در بلغارستان است که در استان صوفیه واقع شده‌است.